# 马启思
马启思（英語：Christopher J. Marut），美国外交官。圣母大学工商管理学学士、加州大学伯克利分校工商管理学硕士。
马启思1994年开始从事美国外交事务，曾在美国国务院、美国驻华大使馆、美国驻香港总领事馆、美国驻马来西亚大使馆、美国在台协会等处工作。2005年至2006年间，他担任美国国务院东亚暨太平洋事务局区域及安全政策事务处長。2007年开始，任美国驻港澳副总领事。2009年8月，任美国驻港澳代总领事。2010年2月，由杨甦棣接任总领事一职。
马启思於2012年8月接替司徒文，出任美國在台協會台北辦事處處長。2015年6月3日，獲中華民國總統馬英九頒授大綬景星勳章。離台後擔任美軍太平洋司令部司令哈利·B·哈里斯上將的外交政策顧問。